# Andorka Rudolf (diplomata)
Andorka Rudolf (Rezső) (született Fleischhacker Rezső Sándor) (Sopron, 1891. november 8. – Budapest, 1961. március 30.) magyar honvéd vezérőrnagy, diplomata, Andorka Rudolf szociológus édesapja.

## Fiatalkori évei
Korán elmagyarosodott német polgári család sarja, apja Fleischhacker Fridolin, középiskolai tanár volt Sopronban. Rudolf fiatalon árván maradt, ezért az ingyenes soproni hadapródiskolába került. Ezután a Ludovika Akadémiára ment, amit 1914-ben fejezett be. Ezzel párhuzamosan jogot is végzett, valamint nyelveket tanult. Németül már gyerekkorában folyékonyan beszélt, később megtanult franciául és angolul is.

## Katonai, diplomáciai karrierje
Az első világháborúban a 306. honvéd gyalogezred tisztjeként szolgált. Egy könnyebb és egy súlyos sebesülést szenvedett, utóbbi következtében majdnem amputálni kellett a karját. Ezután már nem a fronton, hanem a vezérkarnál szolgált, Stromfeld Aurél segédtisztje lett. Mellette maradt a világháború idején, a Károlyi-kormányzat időszakában és a Vörös Hadseregben is. 1919 május-júniusában, a Tanácsköztársaság alatt részt vett a Vörös Hadsereg északi hadjáratában. A Horthy-rendszerben – bár átmenetileg Nyíregyházára vezényelték – nem származott hátránya a Vörös Hadseregben betöltött tisztsége miatt, s rövidesen ismét vezérkari tisztként szolgálhatott a „nemzeti hadseregben": a Fővezérség II. (hírszerző) csoportjánál működött. 
1921-22-ben, Rigában katonadiplomataként vett részt a szovjet-magyar hadifogolycsere-tárgyalásokon. A Szovjetunióról küldött kitűnő jelentései alapján a vezérkar számításba vette őt a katonai szakelőadói szolgálatra. Még ebben az évben Bajnóczy József százados utódjaként katonai szakelőadó, azaz rejtett katonai attasé lett Prágában, követségi attasé diplomáciai rangban. A szolgálat legtehetségesebb tagjai közé tartozott, azon kevés katonai szakelőadó közé, akik diplomáciai fedőfoglalkozásukat, a külügyi beosztást is lelkiismeretesen ellátták. 1923-ban előléptették, II. o. követségi titkári címet kapott. Prágai posztját 1926 júliusig töltötte be. Katonai rendfokozata ekkor már őrnagy volt. „Csehszlovákiából állítólag azért hívták vissza, mert a csehek hosszabb idő után rájöttek, hogy apám megszerezte a titkos kódjukat, amit egy cseh kém adott el neki. Bár konfliktushelyzet miatt kellett visszajönnie, a csehekről mindig nagyon kedvezően nyilatkozott, és partnereivel, a cseh katonatisztekkel mindig jó viszonyt ápolt.”
Hazatérése után a katonai hírszerzésnél, a 2. osztályon teljesített szolgálatot. Következő, varsói kiküldetése előtt, 1927 decemberben Andorka névre magyarosított. Külszolgálata idején, 1929-ben házasodott meg, felesége Verebély Tibor sebészprofesszor lánya volt. 
1931-től 1934-ig Rőder Vilmos vezérkari főnök szárnysegédjeként szolgált. 1934-ben a katonai hírszerzés és elhárítás csúcsszerve, a VKF 2. osztály vezetőjének, Hennyey Gusztávnak volt a helyettese. 1935-37 között – már ezredesként – a Honvédelmi Min. Elnöki B. osztályának vezetője. 1937–38-ban a VKF 2. osztályát vezette. E tisztségében volt jelen a csehszlovákokkal a Felvidék egyes területeinek békés visszaszolgáltatásáról folytatott komáromi tárgyalásokon. Németellenessége miatt fokozatosan elszigetelődött a honvédség tisztikarán belül. Hitlert őrültnek tartotta, s azt hangoztatta, hogy ha Németország kirobbantja, el is fogja veszíteni a háborút. A kárpátaljai bevonulást németellenes lépésként értékelte és támogatta. 1939. január 13-ától a magyar fél vezetőjeként vett részt az oroszvégi határincidenst („vízkereszti csata”) követő cseh-magyar katonai tárgyalásokon.
1939. május 8-ától 1941. június 22-éig – már vezérőrnagyként – madridi követ volt. Kinevezésével Teleki Pál miniszterelnök Spanyolországon keresztül kívánta tartani a kapcsolatot a nyugati hatalmakkal, elsősorban Franciaországgal, Angliával és Amerikával. Budapestet ugyancsak érdekelte, hogyan szándékozik Spanyolország elkerülni a tengelyhatalmakhoz való csatlakozást. Andorka követ Madridban a legjobb diplomáciai kapcsolatot az angolokkal építette ki, ugyanakkor – náciellenessége miatt – a német követséggel rendkívüli módon elhidegült a viszonya. Spanyolországban találkozott Wilhelm Canarisszal, aki előre jelezte neki Lengyelország megtámadásának tervezett dátumát.

## A polgári ellenállás évei
Magyarország háborúba való belépését, illetve Teleki Pál öngyilkosságát követően a hivatalos politikával való szembenállását demonstrálandó azonnal lemondott tisztségéről. Az angol követ felajánlotta neki, hogy menjen Londonba, ahol a későbbiekben egy magyar ellenkormány tagja lehetett volna, Andorka azonban visszatért Magyarországra. Hazatérése után óva intette az őt magánbeszélgetésen fogadó kormányzót a Szovjetunió elleni hadba lépéstől. Visszautasította a felajánlott, magas katonai pozíciót, és nyugdíjba vonult. A Magyar Aszfalt Rt. elnöke, illetve a magyar-belga részvénytársaság Vasútforgalmi Vállalatának igazgatótanácsi tagja lett. Rendszeresen publikálni kezdett a Magyar Nemzet, a Független Magyarország és a Független Magyar Újság című lapokban. Bár nem csatlakozott egyetlen párthoz sem, jó kapcsolatokat ápolt a náciellenes, demokratikus gondolkodású csoportokkal. Politikai kérdésekben Rassay Károllyal különösen jól megértették egymást.
1942-ben Schönherz Zoltán mellett tanúskodott a tárgyaláson. Szombathelyi Ferencnél is közbenjárt érdekében, de igyekezete sikertelennek bizonyult.
Bár egy ideig foglalkoztatta a Habsburg-restauráció gondolata, politikailag egyre inkább balra, a szociáldemokraták felé tolódott.
Közismert náciellenes nézetei miatt a német bevonulást követően az elsők között, 1944. március 22-én tartóztatta le a Gestapo. Mauthausenbe hurcolták, ahonnan csak 1945 után, súlyos betegen szabadult ki. A szovjet titkosszolgálat Bakay Szilárd altábornaggyal együtt először Bécsújhelyre, a főparancsnokságukra vitte, ahonnan néhány hét múlva térhetett csak haza.

## A háború utáni évei
A háború után megmaradt a Vasútforgalmi Vállalat igazgatótanácsi tagjaként, majd röviddel később nyugdíjba ment. Az új rendszert illetően rossz előérzetei voltak, semmiféle politikai pozíciót, közszereplést nem vállalt.
1949-ben megvonták tőle a nyugdíját. A következő év tavaszán az Államvédelmi Hatóság egy házkutatást követően letartóztatta. (Farkas Vladimir visszaemlékezése szerint a letartóztatás oka egy 1943-ban kelt, Szakasits Árpádnak írott levele volt, melyben a kommunisták hatalomra jutását megakadályozandó, a polgári erők és a szociáldemokraták összefogására ösztönzött. Ugyancsak közrejátszhatott a tény, hogy az állambiztonság sikertelenül próbálta rábírni; utazzon Németországba, és informátorként épüljön be egykori közvetlen főnöke, a Hennyey Gusztáv vezette kommunistaellenes szervezetbe.) Az Andrássy út 60-ba vitték, hónapokig raboskodott ott, a kihallgatások során többször megverték, eltörték az egyik csigolyáját. Megpróbálták rábizonyítani, hogy idős angoltanárnője kém, aki rajta keresztül küldött utasításokat Szakasits Árpádnak.
Tárgyalás és ítélet nélkül a Kistarcsai Központi Internálótáborba vitték. A családját 1951 tavaszán kitelepítették Besenyszögre, a lakásukat elkobozták. Andorka Rudolfot 1953 szeptemberében háborús és népellenes cselekményekért állították bíróság elé, azzal vádolták meg, hogy segítette a nyilas hatalomátvételt. Mikor védekezésül felhozta, hogy abban az időben Mauthausenben raboskodott, a bíró közölte vele: „az nem számít”. Elítélték, a váci börtönbe került, ahonnan 1954-ben, betegségére tekintettel engedték szabadon.
Szabadulása után már csak alkalmi munkákat vállalt, éjjeliőrként dolgozott néhány napot, illetve filmben statisztált.
1956-ban tanúskodott a Szakasits-per újrafelvételi tárgyalásán.
1956 decemberében a Legfelsőbb Bíróság perújrafelvételi eljárásban mentette fel.
1960-ban egy besúgó jelentése alapján az állambiztonság letartóztatta, de néhány nap múlva – Szakasits Árpád közbenjárására – elengedték.
Hosszan tartó betegség után, 1961-ben hunyt el. Sírja a Farkasréti temető 38. parcellájában van.

## Naplója
Andorka Rudolf röviddel Spanyolországba kerülése előtt, 1938 végén kezdett naplót írni. Az egészen az 1944-es német fogságba kerüléséig rendszeresen vezetett füzeteket 1950-es letartóztatásakor az ÁVH elkobozta, a nyomozati anyagához csatolta, és szabadulásakor sem szolgáltatták vissza neki. Lőrincz Zsuzsa, az Új Magyar Levéltár korábbi párttitkára a hetvenes évek közepén készítette el könyvkiadásra azt a két füzetet, amelyek időközben az állambiztonságtól a levéltárhoz kerültek, és amelyekben az 1938 novemberétől 1940 végéig, illetve az 1941 novemberétől 1943 áprilisáig keletkezett feljegyzések találhatók. A további két (egyes feltételezések szerint három) füzet egyelőre nem került elő.

## Kitüntetései a viselési sorrendben
- Magyar Érdemrend középkeresztje (1938),
- Magyar Érdemkereszt IV. osztálya (1931. október 1.),
- Katonai Érdemkereszt III. osztálya hadidíszítménnyel, kardokkal (két ízben, 1915 és 1918),
- Ezüst Katonai Érdemérem hadiszalagon, kardokkal (két ízben, 1915 és 1916),
- Bronz Katonai Érdemérem hadiszalagon, kardokkal (1914),
- Kormányzói Dicsérő Elismerés Magyar Koronás Bronzérme (1927),
- Károly-csapatkereszt,
- Sebesültek Érme, szalagján két sávval,
- Háborús Emlékérem kardokkal és sisakkal,
- Tiszti Katonai Szolgálati Jel III. osztálya (1931. augusztus 15.),
- 1912/13-as Emlékkereszt,
- bolgár Katonai Érdemrend nagytiszti keresztje (1938),
- Német Sas Rend I. osztályú érdemkeresztje (1938),
- német Olimpiai Díszjelvény I. osztálya (1937),
- Német Vöröskereszt Díszjelvény I. osztálya (1935),
- olasz Korona Rend parancsnoki keresztje (1936),
- Osztrák Érdemrend parancsnoki keresztje,
- észt Saskereszt Rend Ill. osztálya (1937),
- Észt Vöröskereszt Díszjelvény II. osztályának 1. fokozata (1931),
- Finn Fehér Rózsa Rend parancsnoki keresztje (1938),
- lengyel Polonia Restituta Rend parancsnoki keresztje (1929),
- bajor Katonai Érdemrend IV. osztálya koronával és kardokkal, hadi szalagon,
- lengyel Arany Érdemkereszt (1936).[9]